# Amphicnemis kuiperi
Amphicnemis kuiperi är en trollsländeart som beskrevs av Maurits Anne Lieftinck 1937. Amphicnemis kuiperi ingår i släktet Amphicnemis och familjen dammflicksländor. Inga underarter finns listade i Catalogue of Life.